# Record d'Europe de natation dames du 4 × 100 mètres nage libre
Évolution du record d'Europe du 4 × 100 m nage libre dames en bassin de 50 et de 25 mètres.

## Bassin de50 mètres
| Temps            | Laps    | Athlète               | Naissance | Âge | Nationalité | Compétition               | Lieu      | Date            |
| ---------------- | ------- | --------------------- | --------- | --- | ----------- | ------------------------- | --------- | --------------- |
| 3 min 36 s 00 RM |         |                       |           |     | Allemagne   | Championnats d'Europe     | Berlin    | 29 juillet 2002 |
|                  | 54 s 82 | Katrin Meissner       | 1973      | 29  |             |                           |           |                 |
|                  | 53 s 95 | Petra Dallmann        | 1978      | 24  |             |                           |           |                 |
|                  | 53 s 59 | Sandra Völker         | 1974      | 28  |             |                           |           |                 |
|                  | 53 s 64 | Franziska van Almsick | 1978      | 24  |             |                           |           |                 |
| 3 min 35 s 22    |         |                       |           |     | Allemagne   | Championnats d'Europe     | Budapest  | 31 juillet 2006 |
|                  | 54 s 53 | Petra Dallmann        | 1978      | 28  |             |                           |           |                 |
|                  | 53 s 87 | Daniela Goetz         | 1987      | 19  |             |                           |           |                 |
|                  | 52 s 66 | Britta Steffen        | 1983      | 23  |             |                           |           |                 |
|                  | 54 s 16 | Annika Lurz           | 1979      | 27  |             |                           |           |                 |
| 3 min 33 s 62 RM |         |                       |           |     | Pays-Bas    | Championnats d'Europe     | Eindhoven | 18 mars 2008    |
|                  | 53 s 77 | Inge Dekker           | 1985      | 23  |             |                           |           |                 |
|                  | 53 s 61 | Ranomi Kromowidjojo   | 1990      | 18  |             |                           |           |                 |
|                  | 53 s 62 | Femke Heemskerk       | 1987      | 21  |             |                           |           |                 |
|                  | 52 s 62 | Marleen Veldhuis      | 1979      | 29  |             |                           |           |                 |
| 3 min 31 s 72 RM |         |                       |           |     | Pays-Bas    | Championnats du monde (f) | Rome      | 26 juillet 2009 |
|                  | 53 s 61 | Inge Dekker           | 1985      | 24  |             |                           |           |                 |
|                  | 52 s 30 | Ranomi Kromowidjojo   | 1990      | 19  |             |                           |           |                 |
|                  | 53 s 03 | Femke Heemskerk       | 1987      | 22  |             |                           |           |                 |
|                  | 52 s 78 | Marleen Veldhuis      | 1979      | 30  |             |                           |           |                 |

## Bassin de25 mètres
| Temps         | Laps    | Athlète             | Naissance | Âge | Nationalité | Compétition               | Lieu       | Date             |
| ------------- | ------- | ------------------- | --------- | --- | ----------- | ------------------------- | ---------- | ---------------- |
| 3 min 33 s 32 |         |                     |           |     | Pays-Bas    |                           | Shanghai   | 8 avril 2006     |
|               | 53 s 52 | Inge Dekker         | 1985      | 21  |             |                           |            |                  |
|               | 53 s 63 | Hinkelien Schreuder | 1984      | 22  |             |                           |            |                  |
|               | 54 s 00 | Chantal Groot       | 1982      | 24  |             |                           |            |                  |
|               | 52 s 17 | Marleen Veldhuis    | 1979      | 27  |             |                           |            |                  |
| 3 min 30 s 85 |         |                     |           |     | Pays-Bas    |                           | Hanovre    | 9 décembre 2007  |
|               | 53 s 40 | Hinkelien Schreuder | 1984      | 23  |             |                           |            |                  |
|               | 52 s 95 | Femke Heemskerk     | 1987      | 20  |             |                           |            |                  |
|               | 52 s 88 | Ranomi Kromowidjojo | 1990      | 17  |             |                           |            |                  |
|               | 51 s 62 | Marleen Veldhuis    | 1979      | 28  |             |                           |            |                  |
| 3 min 29 s 42 |         |                     |           |     | Pays-Bas    | Championnats du monde (f) | Manchester | 12 avril 2008    |
|               | 53 s 62 | Hinkelien Schreuder | 1984      | 24  |             |                           |            |                  |
|               | 52 s 61 | Femke Heemskerk     | 1987      | 21  |             |                           |            |                  |
|               | 51 s 76 | Inge Dekker         | 1985      | 23  |             |                           |            |                  |
|               | 51 s 43 | Marleen Veldhuis    | 1979      | 29  |             |                           |            |                  |
| 3 min 28 s 22 |         |                     |           |     | Pays-Bas    | Championnats des Pays-Bas | Amsterdam  | 19 décembre 2008 |
|               | 52 s 88 | Hinkelien Schreuder | 1984      | 24  |             |                           |            |                  |
|               | 52 s 12 | Ranomi Kromowidjojo | 1990      | 18  |             |                           |            |                  |
|               | 52 s 24 | Inge Dekker         | 1985      | 23  |             |                           |            |                  |
|               | 50 s 98 | Marleen Veldhuis    | 1979      | 29  |             |                           |            |                  |
| 3 min 26 s 53 |         |                     |           |     | Pays-Bas    | Championnats du monde (f) | Doha       | 5 décembre 2014  |
|               | 52 s 39 | Inge Dekker         | 1985      | 29  |             |                           |            |                  |
|               | 50 s 58 | Femke Heemskerk     | 1987      | 27  |             |                           |            |                  |
|               | 52 s 55 | Maud van der Meer   | 1992      | 22  |             |                           |            |                  |
|               | 51 s 01 | Ranomi Kromowidjojo | 1990      | 24  |             |                           |            |                  |